# Siméon Lukac
Siméon Lukac (en ukrainien : Симеон Михайлович Лукач), né le 7 juillet 1893 et mort le 22 août 1964, est un évêque catholique grec ukrainien persécuté par le régime soviétique, vénéré par l'Église catholique comme bienheureux.
Lukac est né dans le village de Starunya, dans la région de Stanislaviv. Ses parents sont des paysans. Il entre au séminaire en 1913. Ses études sont interrompues pendant deux ans pendant la Première Guerre mondiale, et il les termine en 1919. Cette année-là, il est ordonné prêtre par l'évêque Hryhory Khomyshyn. Il enseigne la théologie morale au séminaire de Stanislaviv jusqu'en avril 1945, date à laquelle il devient évêque.
Il est arrêté pour la première fois le 26 octobre 1949 par le NKVD et déporté en Sibérie pour dix ans de travaux forcés. Après avoir purgé la moitié de sa peine, il est libéré le 11 février 1955. Après cela, il sert comme membre du clergé clandestin. En juillet 1962, il est arrêté une deuxième fois. Il comparaît devant le tribunal avec Mgr Ivan Slezyuk, qui était également évêque clandestin. Il est condamné à cinq ans de travaux supplémentaires. Pendant qu'il est en prison, il développe la tuberculose. Il est remis en liberté dans son village où il meurt peu après le 22 août 1964.
Il est béatifié le 27 juin 2001 par le pape Jean-Paul II.